# Ревера Юрій Ігорович
Юрій Ігорович Ревера (нар. 20 червня 1973, Львів — пом. 27 серпня 2024, Донецька обл.) — український історик та археолог, матрос Збройних сил України, учасник російсько-української війни, який загинув під час російського вторгнення в Україну.

## Життєпис
Народився 20 червня 1973 року в місті Львові. Вищу освіту здобув у Львівському національному університеті імені Івана Франка на історичному факультеті за спеціальністю «Історія України» (1998). Під час навчання в університеті, працював у відділі періодики Львівської національної наукової бібліотеки імені Василя Стефаника Національної академії наук України (1993—1994), на останніх курсах навчання — перейшов до Музею історії університету своєї альма-матер, де наступні 14 років працював художником (1995—2009).
Від 2008 року працював на посадах історика, археолога, молодшого наукового співробітника у науково-дослідному центрі «Рятівна археологічна служба» Інституту археології НАН України. Брав участь у археологічних експедиціях. Цікавився нумізматикою. Добре знав польську та болгарську мови.
Був активним учасником Революції Гідності. З перших днів повномасштабного вторгнення долучився до лав ТрО, а саме до 125-ї окремої бригади територіальної оборони. Пізніше продовжив службу у 414-у окремому полку ударних безпілотних авіаційних систем Військово-Морських Сил Збройних Сил України. Позивний — «Граф».
Загинув 27 серпня 2024 року на Донеччині.

## Нагороди
- Орден «За мужність» III ступеня[1].
- Відзнака Президента України «За оборону України»